# Bridges (2011)
Bridges ist ein deutscher Kurzfilm aus dem Jahr 2011 und das Erstlingswerk von Regisseur Miguel Angelo Pate. Die Comicverfilmung basiert auf den gleichnamigen Comic von Stephan Warnatsch, Tobias Reich und Florian Frerichs, welches sich mit dem Thema Luftbrücke beschäftigt.

## Handlung
Der amerikanische Pilot Saul Bridges überlebt 1945 einen Flugzeugabsturz während des Zweiten Weltkrieges. Bridges wird von Lukas und seiner älteren Schwester Traute vor den Nazis versteckt und gepflegt, die ihre Mutter durch einen Luftangriff verloren haben. 1948 begegnet Bridges Traute ein weiteres Mal an jenem Ort, indem er gepflegt wurde und nun zur Berliner Luftbrücke gehört. Dabei erfährt Bridges von der Erkrankung von Lukas und setzt alle Hebel in Bewegung um Lukas mit den nötigen Medikamenten zu versorgen.

## Hintergrund
Produziert wurde Bridges von Wartnuts Entertainment. Der Film wurde mit einem Budget von 70.000 € produziert, wobei eine Förderung in Höhe von 20.000 € von Medienboard Berlin-Brandenburg einflossen. Die Checkpoint-Charlie-Stiftung und US-Botschaft in Berlin beteiligten sich an der Förderung zum Kurzfilm. Der Film wurde komplett mit Greenscreen gedreht und in der Post-Produktion mit Comiczeichnungen, die als Hintergrund dienen, ergänzt. Die Dreharbeiten dauerten 15 Tage an und wurden in den Havelstudios in Berlin-Charlottenburg durchgeführt.
Am 12. Mai 2011 feierte der Film in Berlin Weltpremiere und wurde am 18. September 2011 auf dem Internationalen Filmfest Oldenburg gezeigt.